# Hans Jaap Melissen
Hans Jaap Melissen (Hoogezand-Sappemeer, 11 januari 1968) is een Nederlandse journalist/oorlogsverslaggever.

## Biografie
Melissen studeerde Amerikanistiek aan de Universiteit Utrecht. Tijdens zijn studie zette hij zijn eerste stappen in de journalistiek bij Domroep Radio, de latere Stadsomroep Utrecht. Na zijn studie ging hij, in 1993, werken voor een regionale omroep: Radio Utrecht. In 1995 stapte Melissen over naar Radio Nederland Wereldomroep. Begonnen als algemeen verslaggever, legde hij zich al gauw toe op humanitaire crises en oorlogen. Veel van zijn reportages werden ook uitgezonden door de NOS en andere publieke omroepen.
Intussen is Melissen freelancer en werkt hij voor bijna alle publieke omroepen, Vrij Nederland, Trouw en EenVandaag. Hij schuift regelmatig aan bij praatprogramma's als Pauw & Witteman. en Op1  Ook geeft hij lezingen, trainingen en zit hij bijeenkomsten voor.
Melissen reisde de afgelopen jaren onder meer naar Syrië, Afghanistan, Irak, Israël en Palestina, Iran, Mali, Egypte, Sri Lanka, Indonesië, Darfur, Moldavië, Pakistan, Libië, Congo, Mozambique, Haïti, Kosovo en Oekraïne.
Hans Jaap Melissen was een van de eerste internationale journalisten die in Libië arriveerden toen de opstand tegen Moammar al-Qadhafi uitbrak.
Tijdens de oorlog in Libië lag Melissen meerdere keren live op televisie of op de radio onder vuur.
Voor zijn reportages over de Arabische Lente werd hij in 2012 door website Villamedia uitgeroepen tot Journalist van het Jaar. Een jaar eerder had HP/De Tijd hem al uitgeroepen tot 'Beste Midden-Oosten-correspondent'. Op 28 oktober 2022 kreeg hij de Ereprijs voor de Journalist voor de Vrede van het Humanistisch Vredesberaad. Deze werd hem uitgereikt door Carolien Roelants, de Journalist van de Vrede in 2020.
Melissen schreef een boek over de nasleep van de aardbeving in Haïti, van 12 januari 2010: Haïti, een ramp voor journalisten. Hierin beschrijft hij zijn zoektocht naar het juiste dodental van de aardbeving. De Haïtiaanse overheid hield dat op 316.000, maar Melissen kwam na eigen onderzoek met 'maximaal 100.000, en zeer waarschijnlijk niet hoger dan 50.000'. Het boek werd genomineerd voor de M.J. Brusseprijs. In 2013 werden zijn verhalen over de Syrische Burgeroorlog die hij voor Vrij Nederland schreef, genomineerd voor De Tegel.
In januari 2015 verscheen zijn nieuwste boek: IS-Tot Alles In Staat (Uitgeverij Carrera, derde druk). Hierin schetst Melissen aan de hand van zijn eigen reportages de opkomst van extremisten in Irak, na de Amerikaanse inval van 2003, en de radicalisering van de opstand in Syrië. Deze twee voedingsbodems dragen bij aan de snelle opmars van de terreurbeweging IS. Ook gaat hij in op het verschijnsel jihadisme en wat dat voor Nederland betekent. 